# أودول كالاما
أودول كالاما الأوروكي وهو الملك السومري السابع عشر لسلالة أوروك الأولى في القرن 26 ق م وهو ابن أور نونكال وحفيد جلجامش حسب قائمة الملوك السومريين، لا يوجد أي وثيقة عنه تكلمنا عنه، لكن اسمه يظهر كحاكم لسلالة أور الآولى، خلفه في الحكم لبئشوم.